# Histoire militaire de l'Union soviétique

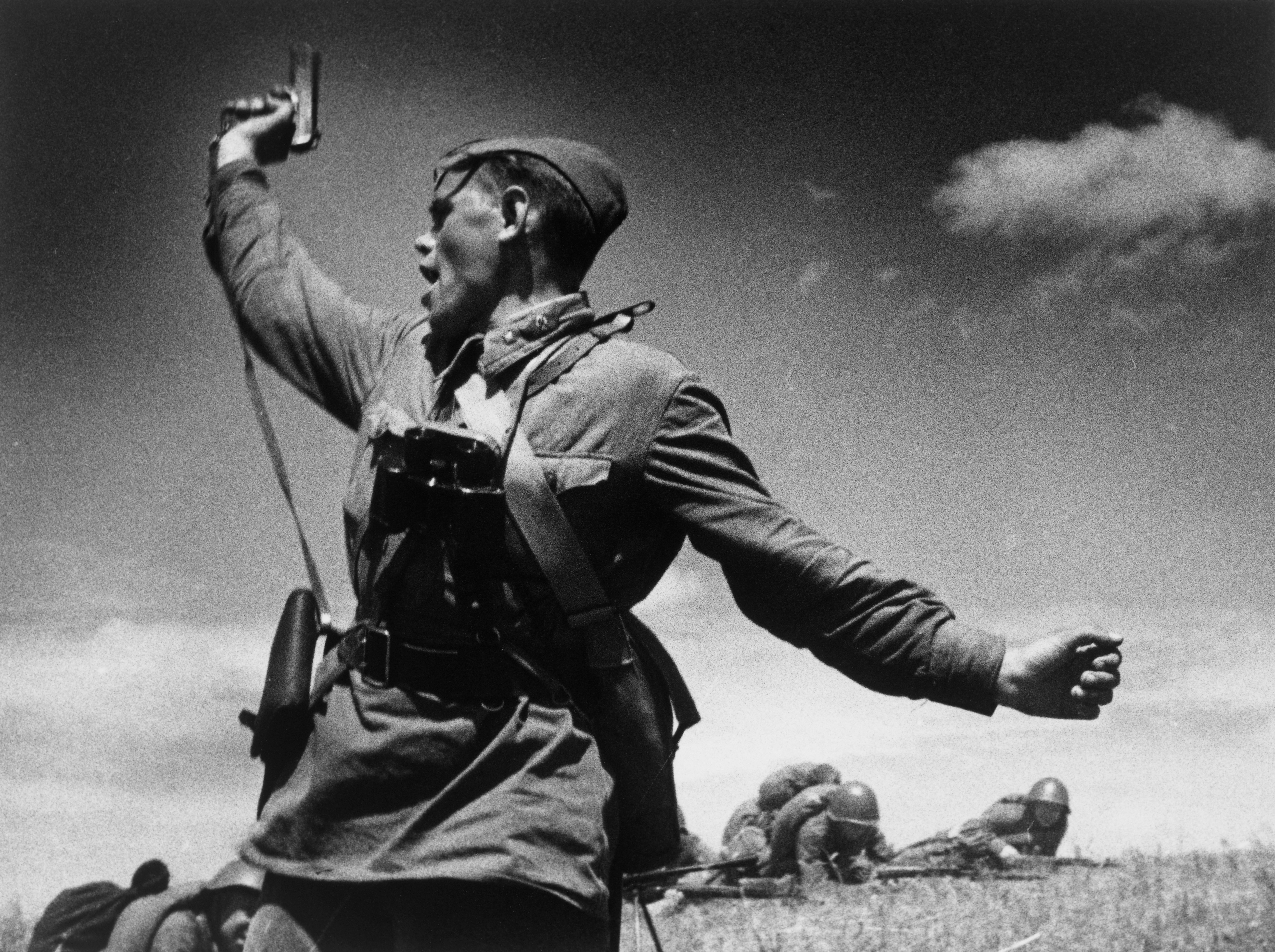
Комбат (commandant de bataillon) : une photographie de Max Alpert emblématique de la Grande Guerre patriotique, représentant Aleksei Gordeyevich Yeryomenko, officier politique du de fusiliers (de la 4e division de fusiliers, dépendant de la) quelques minutes avant sa mort le 12 juillet 1942, près du village de Khoroshee (dans l'oblast de Vorochilovgrad) en Ukraine.

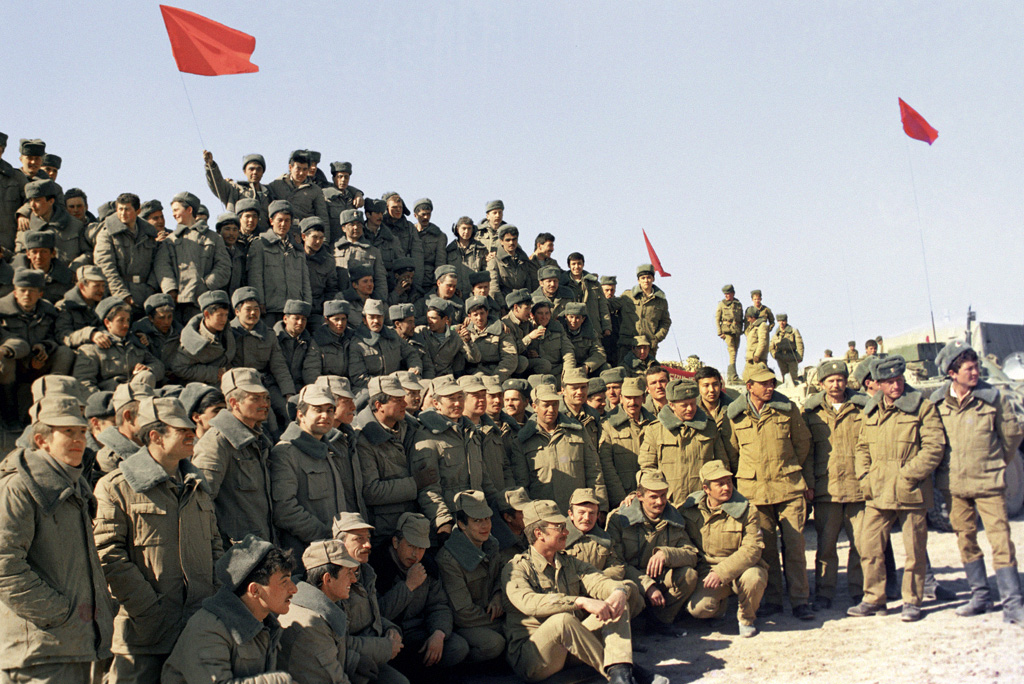
Soldats soviétiques lors de leur retrait de l'Afghanistan en février 1989.

L'histoire militaire de l'Union soviétique a commencé avec la révolution d'Octobre de 1917 qui a porté les bolcheviques au pouvoir. Le nouveau gouvernement de la RSFS de Russie a créé l'Armée rouge des ouvriers et paysans, sous le contrôle très étroit du Parti communiste, pour défendre la révolution au cours de la guerre civile russe (1917-1923), se terminant par la proclamation de l'URSS en décembre 1922.
À la fin des années 1930, l'Armée rouge a combattu (avec son allié mongol) lors d'une brève guerre frontalière contre le Japon (de juillet à août 1938, puis de mai à septembre 1939), a envahi la Carélie finlandaise lors de la guerre d'Hiver (de novembre 1939 à mars 1940), elle a envahi la moitié de la Pologne (en septembre 1939), annexant également les pays baltes (en juin 1940), la Bessarabie et la Bucovine du Nord roumaines (de juin à juillet 1940), le tout en application du pacte germano-soviétique.
Durant les combats sur le front de l'Est (de juin 1941 à mai 1945) de la Seconde Guerre mondiale, que les Soviétiques ont appelé la Grande Guerre patriotique, l'Armée rouge affronte essentiellement les forces armées allemandes. Les troupes soviétiques, qui fournissent la force militaire la plus nombreuse du conflit, subissent des pertes considérables (de l'ordre de dix millions de morts et 14 millions de blessés), mais finissent par écraser l'Armée allemande et prendre Berlin. En conséquence, l'Armée rouge occupe après le conflit la partie orientale de l'Allemagne, mais également beaucoup d'autres nations du centre et de l'est de l'Europe, qui sont de fait converties en satellites du bloc soviétique.
En 1946, l'Armée rouge prend le nom d'Armée soviétique. Pendant la période de la guerre froide, l'URSS est alliée avec la Chine (1950-1963) et surtout avec les pays d'Europe de l'Est réunis au sein du pacte de Varsovie (1955-1991), faisant face aux forces armées des États-Unis et de leurs alliés de l'OTAN de part et d'autre du rideau de fer. La course aux armements entraîne le développement d'une puissante marine soviétique et d'un énorme arsenal nucléaire, maintenant l'Armée de terre soviétique comme la principale force militaire de la planète. Elle est envoyée intervenir en Allemagne de l'Est (1953), en Hongrie (1956), à Cuba (1962), en Tchécoslovaquie (1968), à la frontière sino-soviétique (1969) et en Afghanistan (1979-1989). Son attitude lors du putsch de Moscou en août 1991 favorisa la dislocation de l'URSS en décembre 1991.

## Armée rouge (1918-1946)
|           | Conflits | Lieux                                                                                     | Effets |
| --------- | --- | ----------------------------------------------------------------------------------------- | --- |
| 1918-1920 | Guerre civile russe | Russie, Ukraine, Biélorussie, Turkestan et Transcaucasie                                  | La nouvelle Armée rouge a vaincu les armées blanches et ses alliés étrangers.                                                                            |
| 1918-1920 | Guerres d'indépendance de l'Estonie, de la Lettonie et lituaniennes                                                      | Pays baltes                                                                               | Indépendance des pays baltes, les premiers à reconnaître la RSFS de Russie (traité de Tartu).                                                            |
| 1919-1921 | Guerre soviéto-polonaise                                                                                                 | Biélorussie, Pologne et Ukraine                                                           | Les Soviétiques sont repoussés et doivent céder l'Ouest de la Biélorussie et le Nord-Ouest de l'Ukraine à la Pologne (paix de Riga).                     |
| 1921      | Révolte de Kronstadt | Russie                                                                                    | Mutinerie contre-révolutionnaire de la base navale, réprimée par l'Armée rouge et la Tchéka.                                                             |
| 1922-1931 | Révolte basmatchi | Asie centrale (Turkestan russe)                                                           | Répression des troubles anti-soviétiques au Turkestan (renommé « Asie centrale »).                                                                       |
| 1929      | Conflit sino-soviétique                                                                                                  | Nord de la Mongolie-Intérieure                                                            | Défaite de la clique du Fengtian (une faction chinoise), ce qui va favoriser l'invasion japonaise de la Mandchourie.                                     |
| 1932-1939 | Conflits frontaliers soviéto-japonais : batailles du lac Khassan puis de Khalkhin Gol                                    | Frontière entre la Mandchourie, l'URSS et la Mongolie                                     | Signature du pacte nippo-soviétique de non-agression. |
| 1934      | Invasion du Xinjiang chinois                                                                                             | Xinjiang (Turkestan oriental)                                                             | Soutien soviétique à Sheng Shicai, ce qui fait du Xinjiang un territoire satellite de l'URSS jusqu'en 1949 (invasion/libération par l'APL).              |
| 1939-1940 | Invasions de la Pologne orientale, des pays baltes, de la Bessarabie et de la Bucovine du Nord (Seconde Guerre mondiale) | La Biélorussie, la Pologne, l'Estonie, la Lettonie, la Lituanie, l'Ukraine et la Moldavie | L'Allemagne nazie et l'Union soviétique se partagent l'Europe de l'Est selon les termes du pacte Molotov-Ribbentrop.                                     |
| 1939-1940 | Guerre d'Hiver (Seconde Guerre mondiale)                                                                                 | Finlande                                                                                  | L'Union soviétique est expulsée de la Société des Nations et conquiert la Carélie.                                                                       |
| 1941-1945 | Grande Guerre patriotique (Seconde Guerre mondiale)                                                                      | Union soviétique, puis Europe de l'Est                                                    | Dans un combat titanesque contre l'Allemagne nazie, l'Armée rouge défait la Wehrmacht, annexe l'oblast de Kaliningrad et occupe toute l'Europe de l'Est. |
| 1941-1944 | Guerre de Continuation (Seconde Guerre mondiale)                                                                         | Finlande                                                                                  | Les forces soviétiques vainquent les forces de défense finlandaises et annexent définitivement la Carélie.                                               |
| 1945      | Guerre soviéto-japonaise : campagne de Mandchourie (Seconde Guerre mondiale)                                             | Mandchourie, Corée du Nord, Sakhaline et îles Kouriles                                    | Destruction de l'Armée japonaise du Guandong, poussant l'empire du Japon à la capitulation ; annexion de Sakhaline et des Kouriles.                      |

### Dissolution de l'Armée russe
La révolution de Février (en mars 1917 du calendrier grégorien) a remplacé l'Empire russe de Nicolas II par la République russe dirigé par le Gouvernement provisoire d'Alexandre Kerenski, qui a été à son tour renversé lors de la révolution d'Octobre (en novembre 1917) pour laisser la place à la République soviétique de Russie. Le Comité militaire révolutionnaire (Военревком, Milrevcom) du soviet de Petrograd est d'abord dominant, remplacé en décembre 1917 par le Comité militaire du Conseil des commissaires du peuple (Совнарком, Sovnarkom, présidé par Lénine) où siègent Vladimir Antonov-Ovseïenko (qui a mené l'assaut contre le palais d'Hiver), l'enseigne Nikolaï Krylenko (le commissaire du peuple à la Guerre) et le marin Pavel Dybenko (commissaire du peuple aux Affaires navales).

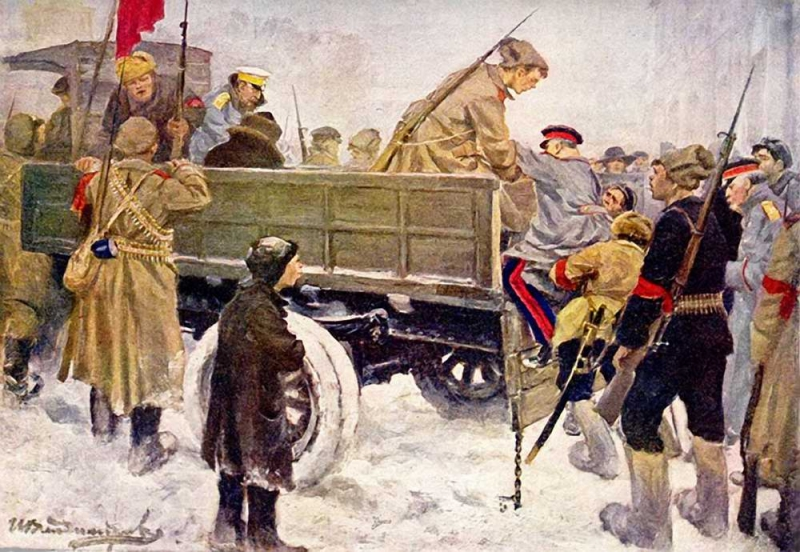
Une arrestation d'officiers-généraux de l'Armée russe après la révolution de Février.

L'« Armée révolutionnaire de la Russie libre » (Революционную армию свободной России), le nouveau nom de l'Armée impériale russe en 1917, est exsangue après trois ans de participation à la Première Guerre mondiale : elle est au bord de l'effondrement, manquant cruellement de ravitaillement, minée par la désertion massive (deux millions de déserteurs estimés en septembre 1917) et l'indiscipline (causée notamment par l'ordre no 1 du soviet de Petrograd du 1er mars/14 mars 1917). Malgré une forte influence des bolcheviks dans l'Armée russe (au sein des soviets de soldats), de nombreux chefs militaires étaient de farouches opposants au communisme (pas forcément au nom du monarchisme tsariste). De leur côté, les bolcheviks percevaient l'armée comme l'un des piliers de l'ancien régime ; surtout, les auteurs marxistes (notamment Lénine dans L'État et la Révolution) préféraient par principe une milice populaire plutôt qu'une armée professionnelle au nom de la crainte du bonapartisme (confirmé par la révolte Kornilov, ce dernier étant tenté par la dictature militaire).
Le 20 novembre/3 décembre 1917, Krylenko débarque à Moguilev avec un groupe de gardes rouges pour remplacer le général Nikolaï Doukhonine (celui-ci est tué le jour même par des soldats) au commandement de l'Armée russe. En conséquence du décret sur la paix voté par le Congrès des Soviets le 26 octobre/8 novembre 1917, des négociations sont rapidement engagées, donnant un armistice entre les armées russe et allemande le 21 novembre/4 décembre 1917, complété par un second armistice avec toutes les puissances centrales (Empire allemand, Autriche-Hongrie, royaume de Bulgarie et Empire ottoman) signé le 22 novembre/5 décembre 1917 et entré en vigueur le 2 décembre/15 décembre 1917, permettant la négociation à Brest-Litovsk d'une paix séparée (la Russie lâchant ses alliés). Quant à l'ancienne Armée russe, elle termine de se dissoudre, les désertions se poursuivant, accompagnées par des mutineries, des centaines de démissions, de meurtres ou de suicides d'officier, jusqu'à démobilisation totale.

### Fondation de l'Armée rouge

L'emblème de l'Armée rouge des ouvriers et paysans, de 1918 à 1921.

Dès leur coup d'État du 25 octobre (le 7 novembre 1917 selon le calendrier grégorien), les bolcheviks sont entourés d'adversaires. Les premiers jours, Kerenski et le général Krasnov tentent de reprendre la ville, mais leurs cosaques sont repoussés à Poulkovo. Le 29 octobre/11 novembre 1917, les élèves-officiers des écoles militaires de Petrograd se mutinent et prennent le contrôle du central téléphonique et de la forteresse Pierre-et-Paul avant d'être mis en fuite par la garnison et les gardes rouges (Красная гвардия : une milice ouvrière). Ce contexte favorise la création de nouvelles forces armées pleinement ralliées à la cause marxiste-léniniste : l'Armée rouge des ouvriers et paysans (Рабоче-крестьянская Красная армия : РККА) qui comprend la Force navale (Морские силы, appelée aussi Flotte rouge des ouvriers et paysans, Рабоче-Крестьянский Красный флот : RKKF). Elle est fondée par le décret du Sovnarkom du 15 janvier/28 janvier 1918, composée dans un premier temps de volontaires, notamment des anciens gardes rouges, des marins de la base de Kronstadt et des fusiliers lettons.

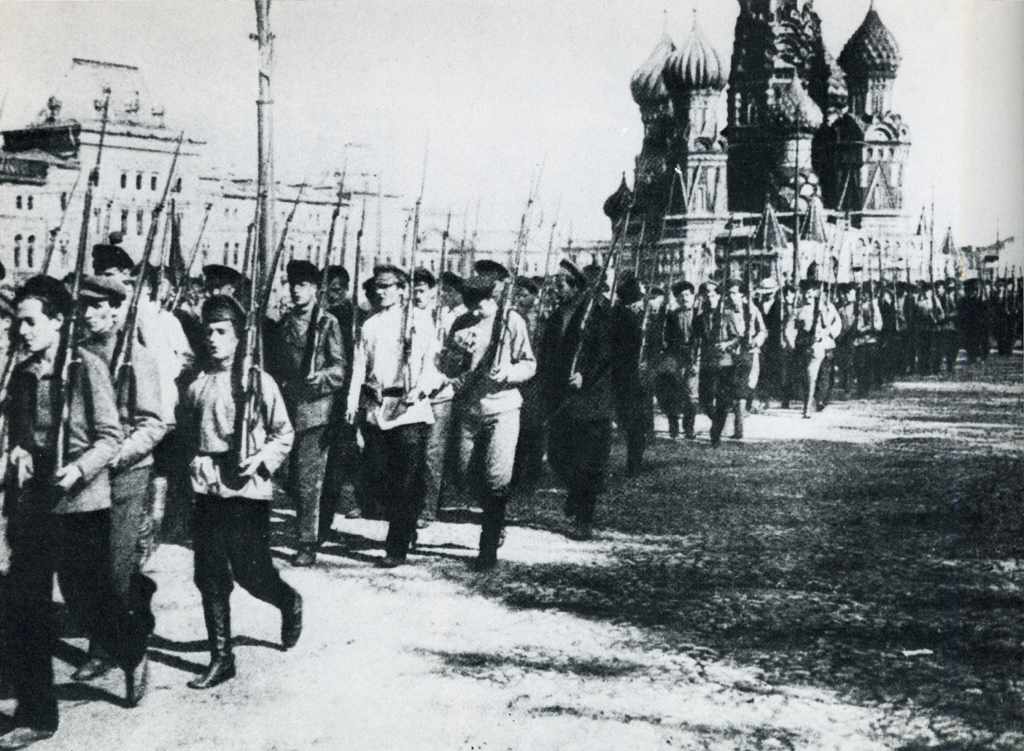
Défilé des détachements de volontaires l'Armée rouge sur la place Rouge de Moscou, le 25 mai 1918.

Dès mars 1918, le nouveau commissaire du peuple à la Guerre et président du Conseil militaire révolutionnaire (Революционный военный совет, abrégé en Реввоенсовет, créé le 2 septembre 1918), Léon Trotski, favorisa le recrutement de « spécialistes militaires », les voenspetsy, c'est-à-dire des dizaines de milliers d'officiers de l'ancienne armée impériale (sur la base du volontariat, devenant obligatoire à partir de juillet 1918), y compris de nombreux généraux : Chapochnikov, Svetchine, Altfater, Bagration (en), Balouïev, Broussilov, Nadiojny, Nemitz, Parski, Polivanov, Samoïlo, Selivatchiov ou Chouvaïev. Les officiers étaient surveillés/épaulés par des commissaires politiques (политру́к, politruk), membres du Parti communiste, chargés du moral et de l'endoctrinement, qui contresigne tous les ordres du commandant. Les volontaires étant trop peu nombreux, le gouvernement soviétique décrète le 9 juin 1918 le rétablissement du service militaire obligatoire, faisant passer les effectifs totaux de 360 000 hommes en juillet 1918 à 800 000 en novembre, 1,5 million en mai 1919 et à 5,5 millions à la fin de 1920. Ces chiffres sont un peu trompeurs : « pour chaque baïonnette au front il y avait une dizaine de bouches à nourrir à l'arrière. Une telle armée engloutissait des ressources colossales ; son efficacité était des plus nulles ». Le Conseil de Défense des travailleurs et paysans (Совет Рабочей и Крестьянской Обороны), établi en novembre 1918, est chargé de la mobilisation économique, l'Armée rouge ponctionnant la majorité des ressources.
Un commandement-en-chef est institué le 2 septembre 1918, confié au komandarm (командарм : commandant d'armée) Jukums Vācietis (Letton, il était colonel en 1917), remplacé en juillet 1919 par le komandarm Sergueï Kamenev (un ancien officier d'état-major) jusqu'en 1924. La structure militaire fut renforcée avec la mise en place de deux états-majors, d'une part le quartier-général de toute la Russie (Всероссийский главный штаб, abrégé en Всероглавштаб) chargé des tâches administratives, du recrutement, de la formation et de l'organisation, d'autre part le quartier-général du Conseil militaire de la République (Полевой штаб Реввоенсовета Республики) chargé du commandement opérationnel, les deux fusionnant le 10 février 1921.

### Guerre civile russe
L'armistice avec les puissances centrales n'ayant pas été renouvelée au bout de deux mois, les combats reprennent le 18 février 1918, les troupes allemandes et autro-hongroises fonçant par chemin de fer et prenant le contrôle des pays baltes, de la Biélorussie et de l'Ukraine (opération Faustschlag : « coup de poing »). Le 23 février 1918, des détachements de volontaires de l'Armée rouge arrêtent les troupes allemandes à Pskov et à Narva ; le 23 février devient par la suite la journée de l'Armée rouge. Devant cette menace, le gouvernement russe déménage de Petrograd à Moscou les 10 et 11 mars 1918 et surtout signe le traité de Brest-Litovsk le 3 mars 1918. Ce traité est finalement dénoncé par la Russie le 13 novembre 1918, profitant de la révolution allemande du 9 novembre. La guerre civile russe prend rapidement de l'ampleur, avec l'affrontement entre les troupes de l'Armée rouge, des armées blanches (dirigées par d'anciens officiers tsaristes), des SR de gauche, des armées vertes (des paysans révoltés), des forces nationalistes (ukrainiennes, baltes, géorgiennes, etc.) et des anarchistes (notamment l'Armée noire, la Makhnovchtchina). Les Blancs bénéficient de l'aide intermittente de forces étrangères (britanniques, grecques, japonaises, françaises, des États-Unis, canadiennes, etc.).

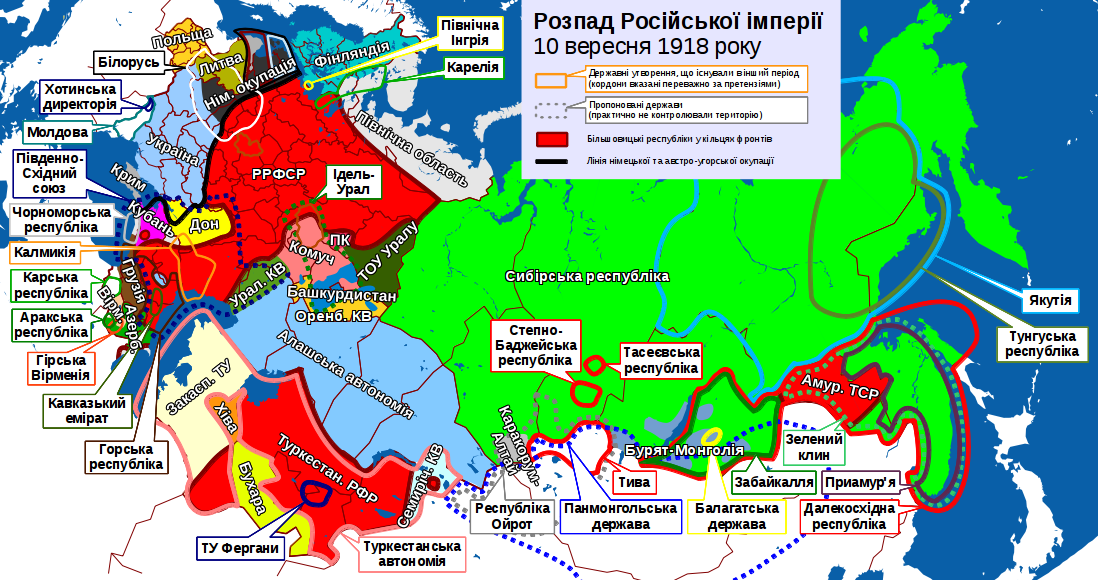
L'émiettement politique des territoires de l'ancien Empire russe, en septembre 1918.

Les différentes unités (corps, divisions et régiments) de l'Armée rouge furent réparties entre des fronts, ces derniers correspondant chacun à un théâtre d'opérations : le front de l'Est (ru) (Восточный фронт : Oural, Volga et Sibérie), le front du Nord (ru) (Северный фронт : Nord de la Russie, jusqu'en 1919) et le front du Sud (ru) (Южный фронт : Ukraine). S'y rajoutèrent ensuite le front de l'Ouest (ru) (Западный фронт : de Mourmansk jusqu'à la Biélorussie, à partir de 1919, puis en Pologne en 1920), le front du Sud-Ouest (ru) (Юго-Западный фронт : Polésie, Galicie et Crimée), le front du Sud-Est (ru) (Юго-Восточный фронт) renommé front du Caucase (ru) (Кавказский фронт), un éphémère front caspien-caucasien (ru) (Каспийско-Кавказский фронт) et le front du Turkestan (ru) (Туркестанский фронт : Turkestan, c'est-à-dire l'Asie centrale). D'autres fronts furent beaucoup plus modestes, tels que le front du Transbaïkal oriental (en) (Восточно-Забайкальский фронт : Transbaïkalie) et le front de l'Amour (ru) (Амурский фронт : Extrême-Orient russe, bordant le fleuve Amour). Ses adversaires étant divisés, l'Armée rouge pu les réduire les uns après les autres, les opérations se terminant progressivement entre 1921 et 1923.
Deux évènements, parmi les nombreuses opérations de la guerre civile, eurent des conséquences plus tard, car liés au culte stalinien. D'une part, en juin 1919, l'armée du Caucase (blanche) commandée par Wrangel pris Tsaritsyne ; la ville est reprise en décembre 1919 par les forces bolcheviques de Timochenko et Vorochilov (rouges), qui ont pour commissaire politique Staline : c'est ensuite monté en épingle à tel point que la ville est renommée « Stalingrad » en 1925. D'autre part, vis-à-vis de la jeune République polonaise, l'absence de frontières avec la Russie entraîne des combats dès 1919, qui tournent à une guerre ouverte en 1920 : pour les bolcheviks, il faut reprendre ces territoires russes depuis 1795, tout en exportant la révolution dans le reste de l'Europe en profitant des révolutions berlinoise, bavaroise et hongroise. L'opération Kiev, qui voit les troupes polonaises s'avancer jusqu'au cœur de l'Ukraine en mai 1920, entraîne une contre-offensive rouge en juin 1920, qui les repousse. Le front de l'Ouest de Toukhatchevski traverse alors la Biélorussie et entre en Pologne, mais subit une défaite lors de la bataille de Varsovie d'août 1920. Toukhatchevski accusa Iegorov (chef du front du Sud-Ouest), Boudienny (chef de la 1re armée de cavalerie, la Кона́рмия, Konarmia) et Staline (son chef politique) de ne pas l'avoir soutenu, préférant conquérir la Galicie et Lvov. L'amitié de Staline avec la « clique des cavaliers » offrit plus tard des postes influents à Timochenko, Vorochilov et Boudienny, mais mena Toukhatchevski et tous ses amis devant un peloton d'exécution.

### Entre-deux-guerres

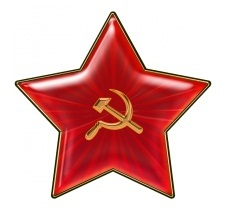
Le nouvel emblème de l'Armée rouge des ouvriers et paysans à partir de 1922 : une étoile rouge frappée du marteau et de la faucille.

À partir de 1922, le retour de la paix a pour conséquence la démobilisation partielle de l'Armée rouge des ouvriers et paysans (RKKA), qui de 4,4 millions d'hommes en mars 1921, passe à 1,4 million en décembre 1921 puis 562 000 en 1923. Selon le futur maréchal Gueorgui Joukov, alors commandant de régiment (Комполка, Kompolka, équivalent à un colonel), les casernes sont alors souvent en ruine, les soldats clochardisés et la discipline s'est effondrée. Le 15 janvier 1925, Léon Trotski démissionne de son poste de commissaire aux Affaires militaires et navales, remplacé par Mikhaïl Frounze qui lance plusieurs réformes, mais meurt accidentellement le 31 octobre 1925, laissant sa place au stalinien Kliment Vorochilov (en poste jusqu'en 1934). Une collaboration se met en place avec la Reichswehr à partir de 1921, quelques officiers soviétiques allant étudier en Allemagne, de modestes partenariats industriels sont mis en place avec Junker, Krupp et Rheinmetall, tandis que de petites écoles communes ouvrent à Kazan (tactique blindée), Lipetsk (guerre aérienne) et Saratov (armes chimiques), fonctionnant de 1929 à 1933.
Au cours des années 1930, en prévision d'une « seconde guerre impérialiste » entre les « puissances bourgeoises » qui serait une occasion en or pour « libérer le prolétariat européen », les effectifs progressent lentement, d'abord essentiellement basés sur une sorte de milice territoriale avec des soldats à mi-temps. En 1935, en réaction au réarmement des puissances européennes, Staline accepte la transformation progressive de l'Armée rouge en un corps de cadres professionnels destiné à encadrer une mobilisation ; l'État-Major général (le Генштаб, Genchtab) se développe pour assurer la planification de cette mobilisation de masse. En 1935, l'effectif total est de 930 000 hommes, en 1936 1,1 million, en janvier 1938 1,5 million, à la fin 1939 2 millions, capable de passer à 6,5 millions selon le plan de mobilisation de 1938 (MP 38) applicable en 1939. Le 30 décembre 1937, le commissariat de la Marine est créé, prenant le contrôle de la modeste Flotte rouge et lançant un programme de construction (comprenant les cuirassés de la classe Sovetski Soyouz) : l'objectif est de la développer pour en faire une force océanique.
De 1929 à 1933, le premier plan quinquennal intègre tout particulièrement le lancement d'une production de masse de camions, de petits chars d'assaut et d'avions. Les deux premiers corps mécanisés sont créés en 1932 ; ils sont 29 au printemps 1941. Pour gagner du temps, le T-27 s'inspire de la chenillette Carden-Loyd, le T-26 du char léger Vickers et la série des BT utilise la suspension de John Christie. Les troupes aéroportées sont développées en parallèle, formant des brigades puis des corps aéroportés. Côté théorie, les officiers de l'État-Major général et de l'Académie militaire, notamment Toukhatchevski et Triandafillov, se basant sur la double expérience de la Première Guerre mondiale (mobilisation générale débouchant sur une guerre totale) et de la guerre civile russe (mobilité sur un vaste théâtre d'opérations), cherchant à faire table rase des pratiques antérieures, développent les doctrines de l'art opératif et des opérations en profondeur.
Le 11 juin 1937, la Pravda et les radios annoncent que huit des principaux chefs militaires, notamment le maréchal Toukhatchevski et le Komkor Ouborevitch, ont été jugés pour « trahison et espionnage » et condamnés à mort (ils sont fusillés le même jour). C'est le début du volet militaire des Grandes Purges (la Iejovchtchina) marqué par de très nombreuses dénonciations, arrestations, tortures et exécutions des cadres : en deux ans disparaissent trois maréchaux sur cinq, les onze commissaires adjoints à la Défense, 14 komandarm (commandant d'armée) sur 16, huit amiraux sur neuf, 60 Komkor (chefs d'un corps) sur 67, 136 Komdiv (dirigeant une division) sur 199, les deux-tiers des kombrig (à la tête d'une brigade) et 35 000 officiers sur 80 000.
À partir de 1938, dans un contexte d'inquiétude du Conseil militaire (composé de Staline, Molotov, Kaganovich et Voroshilov), les districts militaires qui couvrent la Biélorussie et l'Ukraine prennent chacun le nom de « district militaire spécial » et sont organisés pour être très rapidement opérationnels, disposant de la majorité des corps mécanisés, des régiments d'artillerie lourde et de ceux d'aviation, même si les effectifs restent encore très inférieurs à leur dotation théorique. La signature du pacte germano-soviétique offre un répits temporaire, tandis que la possibilité d'un conflit sur deux fronts devient plus hypothétique après deux batailles frontalières contre le Japon (de juillet à août 1938, puis de mai à septembre 1939). Les années 1939 et 1940 sont consacrées à l'invasion et l'annexion d'une série de territoires formant un glacis protecteur : la moitié orientale de la Pologne (en septembre 1939), la Carélie finlandaise (guerre d'Hiver, de novembre 1939 à mars 1940), les pays baltes (en juin 1940), ainsi que la Bessarabie et la Bucovine du Nord roumaines (de juin à juillet 1940). La ligne Staline, qui longue l'ancienne frontière, est abandonnée, au profit de la ligne Molotov, à construire, avec déménagement de nombreux dépôts plus à l'ouest et mise à l'écartement russe des voies ferrées.

### Grande Guerre patriotique

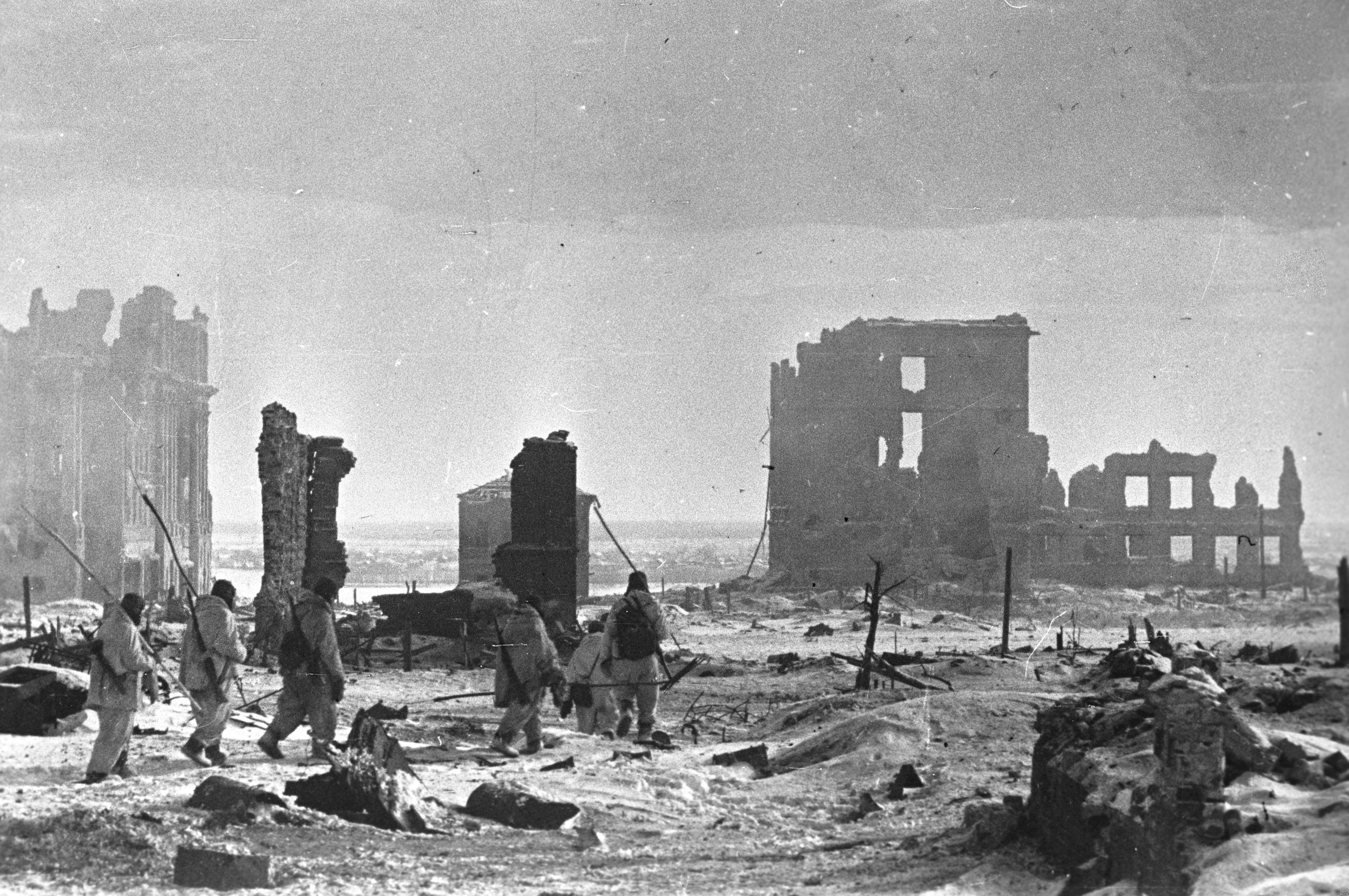
Le centre-ville de Stalingrad après sa libération, le 2 février 1943. À droite, les ruines de la Maison des cheminots.

La « Grande Guerre patriotique » est l'appellation soviétique pour la guerre entre d'une part l'Allemagne nazie et ses alliés (les royaumes de Roumanie, d'Italie et de Hongrie, ainsi que la République slovaque) et d'autre part l'Union soviétique, du 22 juin 1941 jusqu'au 9 mai 1945 ; elle correspond dans les autres pays au front de l'Est de la Seconde Guerre mondiale. Pour l'historiographie soviétique puis russe, elle est subdivisée entre trois périodes :
- d'abord du 22 juin 1941 (début de l'opération Barbarossa) au 18 novembre 1942, correspondant à l'invasion allemande, marquée par de vastes batailles d'encerclement (surtout autour de Białystok, de Minsk, de Smolensk, de Tallinn, de Kiev, de Viazma, de Briansk, d'Odessa, de Sébastopol et de Kharkov), la capture de quatre millions de soldats soviétiques et l'occupation allemande de 40 % de la Russie d'Europe ;
- ensuite du 19 novembre 1942 (début de l'opération Uranus) au 26 janvier 1944, le tournant de la guerre, l'Armée rouge reprenant difficilement l'initiative (siège de Léningrad, Stalingrad, Caucase, Uranus, Mars, Saturne, Ostrogojsk-Rossoch, Koltso, Skachok, Zvezda, Voronej, Poliarnaïa Zvezda, Koursk, Koutouzov, Roumiantsev, Smolensk et Dniepr) ;
- enfin du 27 janvier 1944 (fin du siège de Léningrad) au 9 mai 1945, l'Armée rouge lance une série d'opérations en profondeur, beaucoup plus ambitieuses, se terminant par la destruction des forces armées allemandes (Léningrad-Novgorod, Tcherkassy, Kamianets-Podilskyï, Dniepr-Carpates, Bagration, Jassy-Kishinev, Baltique, Lvov-Sandomir, Belgrade, Vistule-Oder, Budapest, Prusse-Orientale, Seelow, Berlin, Prague et Vienne).

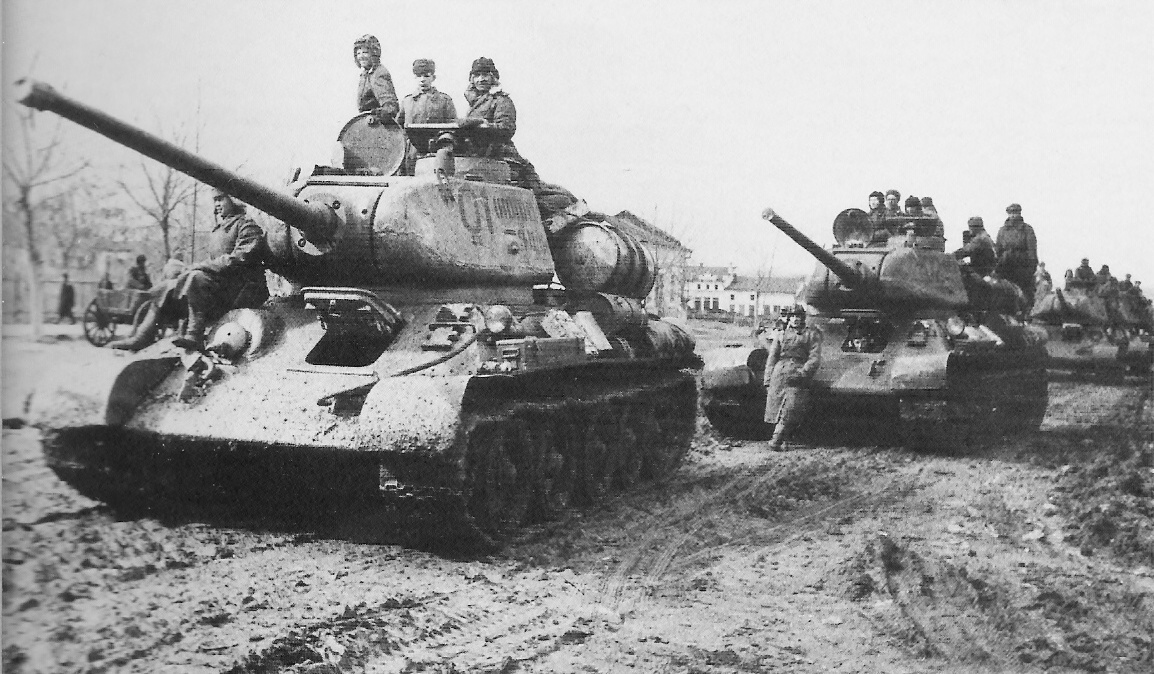
Une colonne de T-34/85 (armé d'un canon de 85 mm) au début de 1944. Il fut le chars le plus construit, avec un total de 35120 T-34/76 puis de 48950 T-34/85 furent produits.

À ce conflit de dimensions gigantesques, se rajoutent la guerre de Continuation contre la Finlande, qui se termina notamment avec l'offensive Vyborg–Petrozavodsk, ainsi que la guerre soviéto-japonaise, avec essentiellement l'offensive de Mandchourie. Si la Marine soviétique eu un rôle limité, les Forces aériennes soviétiques (VVS) finirent par dominer la Luftwaffe. Plus discrets encore furent le GRU (renseignement militaire) et le SMERSH (contre-espionnage militaire), épaulés par le NKVD. Les forces armées soviétiques firent un large usage de la diversion (maskirovka).
L'industrie soviétique, massivement réimplantée à l'est de l'Oural (notamment à Sverdlovsk, Tcheliabinsk, Nijni Taguil et Omsk), produisit des dizaines de milliers de chars (surtout des T-34), de pièces d'artillerie, de canons automoteurs (SU-76, SU-85, etc.), de chasseurs (notamment les La-7 et Yak-3) et d'avions d'assaut (Sturmovik), aidée par les livraisons américaines (via le Transsibérien, l'Iran et les convois de l'Arctique) dans le cadre du programme Prêt-Bail (Lend-Lease) : des camions Studebaker, des jeeps Willys, des chars, quelques voitures blindées, des autochenilles (notamment les SU-57), des motos, des avions, des pièces de DCA, des tracteurs (pour remorquer les chars), des locomotives, des wagons plats (pour le transport ferroviaire), des rails, des radios, des téléphones de campagne, des câbles téléphoniques, des munitions, des explosifs, du carburants, des pneumatiques, des machines-outils, des métaux non-ferreux (cuivre et aluminium), du tissu, des bottes, des rations, du sucre et des boîtes de corned-beef (ces dernières surnommées ironiquement « second front »).
Sur les 34,4 millions de soldats soviétiques mobilisés de 1941 à 1945, 8 668 400 ont été officiellement tués au combat ou par accident, 14 685 593 blessés, 4 059 000 prisonniers (dont 1 103 300 sont morts en captivité) et 157 000 exécutés (après cour martiale). S'y rajoutent les 400 000 partisans (des civils) morts et les 500 000 conscrits (pas encore inscrits comme soldats) morts de 1941, ainsi que les 136 945 morts et 205 924 blessés en 1939-1940 contre le Japon, la Pologne et la Finlande. Les destructions matérielles furent considérables, les deux camps appliquant la politique de la terre brûlée en cas de retraite. Plusieurs grandes agglomérations furent assiégées, pilonnées et prises d'assaut (notamment Odessa, Sébastopol, Léningrad et Stalingrad), recevant ultérieurement le titre de « ville héros » pour leurs sacrifices.

## Armée soviétique (1946-1991)
À partir de 1946, les forces armées de l'Union soviétique (Вооружённые Силы Советского Союза), sous l'autorité du ministère de la Défense (Minoboron), de l'État-Major général des forces armées (Genchtab) et de la Direction politique principale (GLAVPU), sont subdivisées en plusieurs composantes :
- l'Armée de terre soviétique (nouveau nom depuis le 25 février 1946 de l'Armée rouge des ouvriers et paysans) ;
- la Marine soviétique (nouveau nom depuis le 30 décembre 1937 de la Flotte rouge des ouvriers et paysans) ;
- les Forces aériennes soviétiques (depuis le 24 mai 1918) ;
- les Forces de défense antiaérienne (depuis 1949) ;
- les Forces des fusées stratégiques (depuis le 17 décembre 1959).

Il faut y rajouter deux autres forces militaires, d'une part les Troupes de l'Intérieur (semblables à la gendarmerie dans d'autres pays, en complément de la Militsia), qui dépendent du ministère de l'Intérieur (le MVD), d'autre part les gardes-frontières, qui dépendent du MGB de 1946 à 1954, puis du KGB jusqu'en 1991. Une des particularités des forces armées soviétiques est de flanquer chaque commandant d'un « adjoint politique » (замполит, le zampolit) chargé de l'éducation politique dans l'unité.
|           | Conflit                            | Lieux                                          | Effets |
| --------- | ---------------------------------- | ---------------------------------------------- | --- |
| 1948-1949 | Blocus de Berlin                   | Zones d'occupation en Allemagne                | Un des premiers affrontements de la guerre froide se produit lorsque l'Union soviétique ferme les accès terrestres à Berlin-Ouest pour l'occident. L'Ouest répond par un pont aérien conduisant à la fin du blocus. |
| 1950-1953 | Guerre de Corée                    | Chine populaire et Corée du Nord (MiG Alley)   | Envoie du 64e corps d'aviation (ru) (trois divisions de chasseurs MiG-15) sur les bases aériennes chinoises (notamment à Dandong), avec engagement au-dessus de la Corée sous cocarde nord-coréenne. |
| 1953      | Insurrection en Allemagne de l'Est | Berlin-Est                                     | Répression de l'insurrection et épuration du SED. |
| 1956      | Révolution hongroise               | Hongrie                                        | L'Armée rouge réprime par la force les troubles anti-soviétiques en Hongrie. Cette répression entraînera la mort de milliers de victimes, autant civiles comme militaires. |
| 1962      | Crise des missiles de Cuba         | Cuba                                           | Un autre affrontement de la guerre froide arrive lorsque l'Union soviétique installe une base de lancement de missiles nucléaires à Cuba. Les Soviétiques acceptent finalement de retirer les missiles après le blocage naval de Cuba par les États-Unis et l'engagement des États-Unis à ne pas envahir Cuba et de retirer les missiles nucléaires de la Turquie. |
| 1968      | Printemps de Prague                | Tchécoslovaquie                                | Invasion par le pacte de Varsovie pour réprimer un mouvement nationaliste et un gouvernement plus libéral. |
| 1969      | Conflit frontalier sino-soviétique | Frontière entre la Chine et l'Union soviétique | Un affrontement idéologique entre l'Union soviétique et la République populaire de Chine se transforme dans diverses occasions en des affrontements militaires sans suites à la frontière. |
| 1979-1989 | Intervention en Afghanistan        | Afghanistan                                    | L'Union soviétique envoie un contingent militaire important pour aider le gouvernement communiste local. Dix ans plus tard, les troupes se retireront sans obtenir le résultat espéré, face aux moudjahidines afghans. |

### Forces conventionnelles

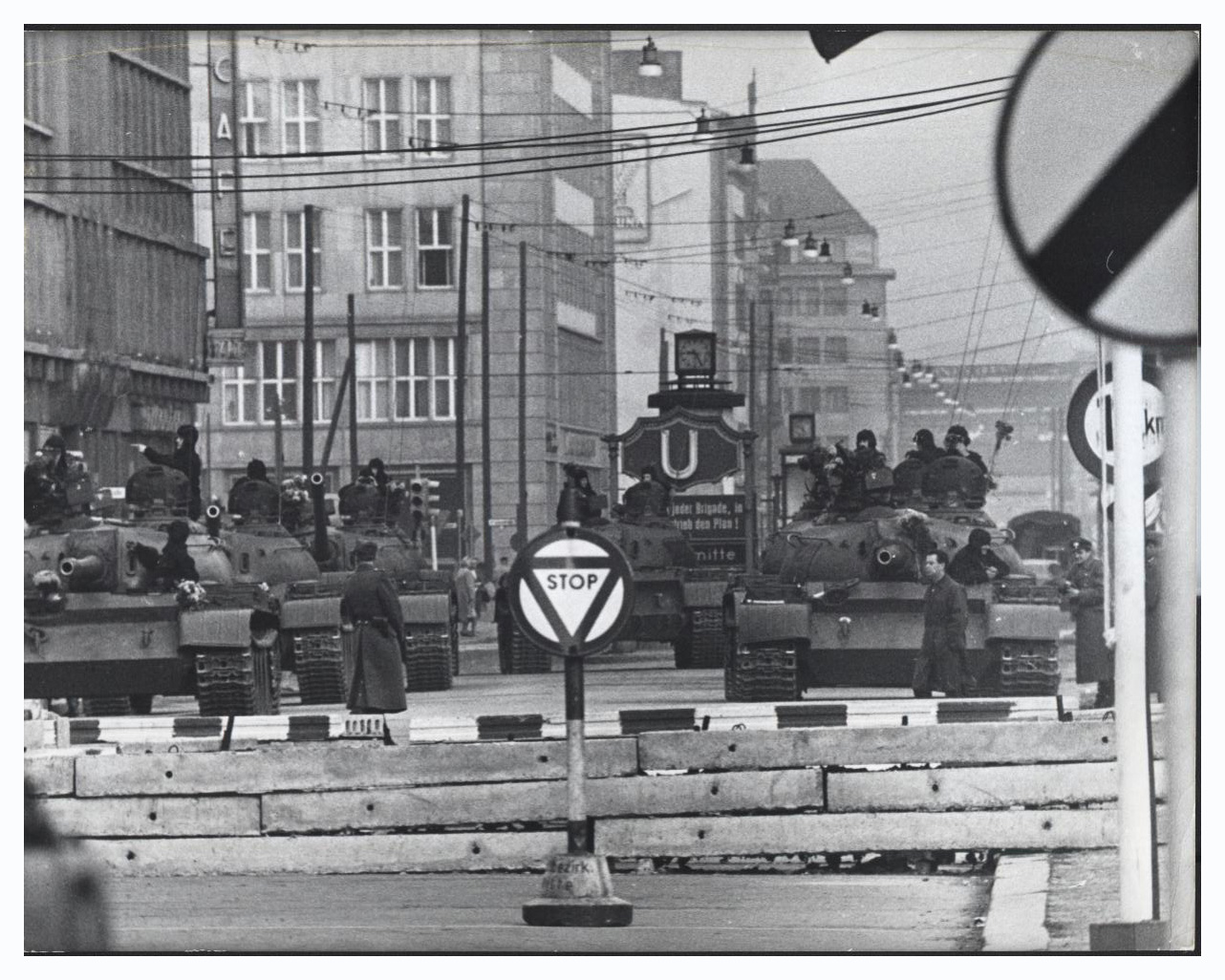
Des chars T-54/T-55 du de tanks de la Garde (la 7e compagnie du 3e bataillon) face aux chars américains de part et d'autre de Checkpoint Charlie, à Berlin, du 27 au soir jusqu'au matin du 28 octobre 1961.

La répartition des unités de l'Armée de terre soviétique a varié pendant le demi-siècle que dure la guerre froide, mais la majorité était placée face aux forces de l'OTAN (en Europe de l'Est et bordant l'Arctique), une autre partie face aux forces du CenTO (en Transcaucasie et en Asie centrale), enfin une dernière partie face à l'Armée populaire de libération chinoise (en Sibérie et dans l'Extrême-Orient russe) à partir de la rupture sino-soviétique (années 1960).
Plusieurs pays voisins sont utilisés comme un glacis protecteur : la Pologne, l'Allemagne de l'Est, la Hongrie, la Tchécoslovaquie, la Roumanie, la Bulgarie et la Mongolie. Les forces armées des États communistes européens sont intégrées sous commandement unique au sein du pacte de Varsovie, en compagnie de puissantes forces soviétiques : le groupe des forces d'occupation soviétique en Allemagne (Группа советских оккупационных войск в Германии, ГСОВГ), renommé en 1954 le groupe de forces soviétiques en Allemagne (Группа советских войск в Германии, ГСВГ) puis en 1989 le groupe de forces Ouest (Западная группа войск, ЗГВ) ; le groupe de forces Nord (Се́верная гру́ппа во́йск, СГВ), en Pologne ; le groupe de forces Centre (Центральная группа войск, ЦГВ), en Autriche et Hongrie de 1945 à 1955, puis en Tchécoslovaquie à partir de 1968 ; et le groupe de forces Sud (Южная группа войск, ЮГВ), en Hongrie à partir de 1956.
La défense de l'agglomération moscovite a la particularité d'être confiée à trois formations différentes, obéissant à trois ministères différents :
- la division de fusiliers motorisés de la Garde Tamanskaïa (Таманская : « de Taman ») depuis 1945, dépendant du ministère de la Défense ;
- la division spéciale du MVD (ОМСДОН, OMSDON) appelée la « division Dzerjinski », dépendant du ministère de l'Intérieur ;
- le régiment du Kremlin (fondé en 1936) et des unités de gardes-frontières, dépendant du KGB.

Dans les années 1950, l'Armée soviétique évolue pour s'adapter aux nouveaux équipements et surtout à la probabilité d'un emploi tactique des armes nucléaires. Le 14 septembre 1954, un vaste exercice militaire est organisé à Totskoïe (près de Tchkalov, au sud-ouest de l'Oural) autour d'une explosion nucléaire pour étudier comment réagissent le personnel et le matériel dans un environnement radioactif. En conséquence, les formations de combat furent fortement diluées et les unités équipées pour se battre en environnement NBC. L'infanterie soviétique fut dotée des BTR-40 et BTR-50 dans les années 1950, puis avec des BMP-1 dans les années 1960, la transformant d'une infanterie portée (sur camions et en véhicules blindés, BTR en russe) en une infanterie vraiment mécanisées (avec des véhicules de combat d'infanterie, BMP en russe). L'armement du fantassin soviétique est surtout composé du fusil d'assaut AK-47, de la mitrailleuse RPK, du lance-roquette RPG-2 (puis RPG-7), du missile antichar Malyutka 9M14 (puis 9K111 Fagot) et du missile antiaérien 9K32 Strela-2 (puis 9K34 Strela-3). L'armement des troupes blindées soviétiques fut centré sur un ou deux modèle(s) de chars de combat (successivement le T-54/T-55, puis le T-62, les T-64 et T-72, complétés par les T-80), épaulés par toute une gamme de canons automoteurs (par exemple le 2S1 Gvozdika et le 2S3 Akatsiya), d'hélicoptères d'attaque (notamment des Mil Mi-24), de véhicules antiaériens (ZSU-23-4 et 9K33 Osa) et de lance-roquettes multiples (BM-21 Grad).

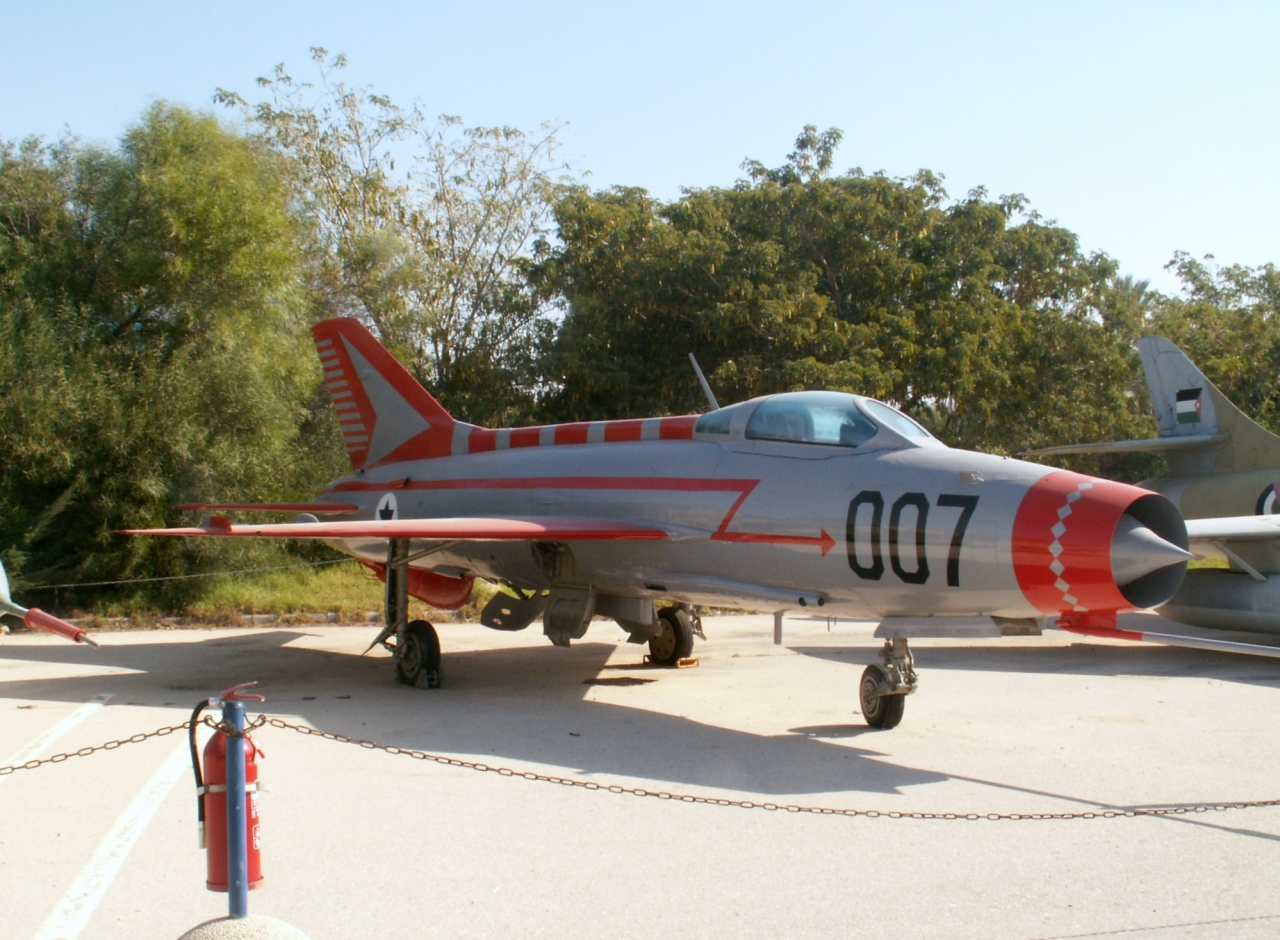
Le Mikoyan-Gourevitch MiG-21 (code OTAN Fishbed) a été produit de 1959 à 1985 à 10645 exemplaires. Celui-ci a été récupéré par le Mossad (opération Diamond) grâce à un transfuge irakien en 1966, permettant de mieux connaître ses caractéristiques.

Les Forces aériennes soviétiques (VVS) sont subdivisées en trois spécialités, l'« aviation du front » (chasse et attaque au sol), l'« aviation à long rayon d'action » (bombardement stratégique) et celle de transport ; la Force de défense antiaérienne (protégeant le territoire soviétique, comprenant la défense antimissile) forme une branche à part. L'industrie aéronautique soviétique produisit en masse les chasseurs MiG-15 (13 130 exemplaires), puis Mig-21, MiG-23 et MiG-31, enfin les MiG-29 et Su-27, les avions d'attaque au sol Il-28 puis Su-24 et Su-25, ainsi qu'en plus petit nombre les avions-radar Tu-126 et A-50 ou les avions cargos An-22, Il-76 et An-124.
Le déploiement de la Marine soviétique correspond logiquement aux façades maritimes de l'URSS : la flotte du Nord, la flotte de la Baltique, la flotte de la mer Noire, la flottille de la Caspienne et la flotte du Pacifique. Étant donné le caractère quasi fermé de la mer Baltique et de la mer Noire, dont les débouchés sont contrôlés par les pays membres de l'OTAN (Norvège et Danemark d'une part, Turquie et Grèce d'autre part), la priorité a toujours été le développement de la flotte du Nord, la dotant abondamment de sous-marins (des diesel-électrique, mais surtout les SNA des classes successives Kit/November, Shchuka/Victor, Lyra/Alfa, Chtchouka/Akoula et enfin Anteï/Oscar) et de grosses unités de surface (notamment les croiseurs lance-missiles des classes Grozny/Kynda, Orlan/Kirov, Atlant/Slava et Berkut/Kara, mais aussi des destroyers lance-missiles et des frégates anti-sous-marines), en faisant une flotte de haute-mer, comme démontré lors de la croisière autour du monde de 1966 (en) (par deux sous-marins nucléaires) et surtout l'exercice Océan-70 en 1970. S'y rajoute l'Aviation navale soviétique (AVMF), équipée d'Il-38 pour la reconnaissance, de Tu-142 pour la lutte anti-sous-marine, de Tu-16 puis de Tu-22M pour le tir des missiles anti-navires. Les cibles prioritaires de la Marine soviétique étaient les groupes aéronavals de la marine des États-Unis et les convois trans-Atlantique de l'OTAN.

### Aide militaire à d'autres pays
|                             | Pays bénéficiaires                                         |
| --------------------------- | ---------------------------------------------------------- |
| 1945-1949, 1950-1953        | Chine                                                      |
| 1950-1953                   | Corée du Nord                                              |
| 1956                        | Hongrie                                                    |
| 1961-1974                   | Viêt Nam du Nord                                           |
| 1962                        | Cuba                                                       |
| 1962-1964                   | Algérie                                                    |
| 1962-1963, 1967-1975        | Égypte                                                     |
| 1962-1963, 1969-1976        | Yémen                                                      |
| 1967, 1970, 1972-1973, 1982 | Syrie                                                      |
| 1968                        | Tchécoslovaquie                                            |
| 1969-1977                   | Somalie                                                    |
| 1975-1991                   | Angola                                                     |
| 1975-1991                   | Mozambique                                                 |
| 1977-1991                   | Éthiopie (guerre civile éthiopienne et guerre de l'Ogaden) |
| 1978-1992                   | Érythrée                                                   |
| 1960-1970                   | Laos                                                       |
| 1980-1991                   | Irak                                                       |
| 1982                        | Liban                                                      |

### Forces stratégiques
Le monopole des États-Unis sur l'armement nucléaire est remis en cause dès le 29 août 1949 par l'explosion près de Semipalatinsk de la RDS-1 (surnommée Первая молния « Premier éclair »), la première arme à fission soviétique. L'URSS peut désormais délivrer des bombes nucléaires en Europe de l'Ouest et sur une partie de l'Amérique du Nord, le bombardier Tu-4 (obtenu par rétro-ingénierie à partir d'un B-29) ayant une autonomie de 5 000 km. Cette situation entraîne le début d'une course aux armements nucléaires qui a duré pendant toute la guerre froide : le principe de la dissuasion nucléaire ne pouvant fonctionner que si l'équilibre de la terreur est maintenu, chacun des compétiteurs tente d'obtenir un avantage technologique sur l'autre, pour qu'il soit décisif en cas de guerre nucléaire. Pour les Soviétiques, le nucléaire n'est dans un premier temps qu'une arme de plus, qui sera forcément utilisée en Europe dès le début du conflit (doctrine Sokolovski) ; elle n'assure à elle seule la dissuasion qu'à partir des années 1960 (officialisé par Brejnev en 1977). La parade aux bombes nucléaires est vite trouvée, les bombardiers devenant vulnérables face aux nouveaux intercepteurs à réaction (MiG-15 en 1948 et F-89 en 1950), d'où le développement de bombardiers à réaction, presque immédiatement menacés par les missiles sol-air (les S-25 Berkut protègent Moscou dès 1955, les S-75 Dvina le reste de l'URSS à partir de 1957). Les bombes nucléaires deviennent donc obsolètes.

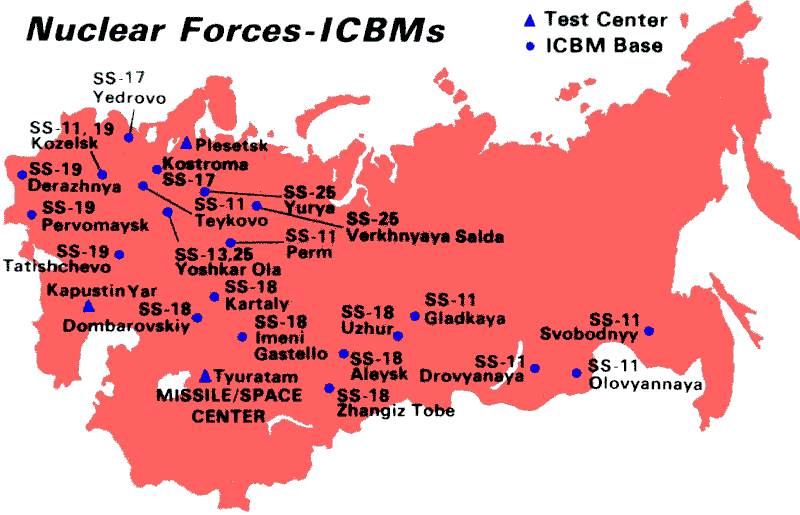
Carte des bases de missiles intercontinentaux soviétiques dans les années 1980 : UR-100 (SS-11), MR-UR-100 Sotka (SS-17), R-36 (SS-18), UR-100N (SS-19) et RT-2PM Topol (SS-25).

La solution offensive fut le missile balistique, les Soviétiques prenant de l'avance avec dès mai 1956 le premier missile balistique à moyenne portée R-5 Pobeda (SS-3 pour l'OTAN, portée de 1 200 km, pour frapper l'Europe de l'Ouest à partir de la RDA) et surtout à partir d'août 1957 le premier missile balistique intercontinental R-7 Semiorka (SS-6, portée de 6 000 km, assez pour toucher l'Amérique du Nord), révélé le 4 octobre 1957 par la mise en orbite de Spoutnik 1. Deux réponses sont trouvées : la possibilité de détruire les missiles avant le lancement, par des attaques aériennes ou une frappe nucléaire préventive, et l’interception en vol par un missile antibalistique. Dans le premier cas, le remède fut de protéger les armes dans des silos à missile enterrés et cuirassés, ou de les rendre très mobiles (sur des véhicules routiers tel que les R-12 installés à Cuba en 1962 ou les RSD-10 alias SS-20 des années 1980) ; dans le second d'abord d'interdire d'avoir un « bouclier anti-missile » complet, limité par le traité ABM de 1972 à la capitale : en 1972-1978 est déployé autour de Moscou tout un système anti-balistique à tête nucléaire (en) (missiles A-350). Ensuite, d'augmenter la vitesse de rentrée dans l'atmosphère (jusqu'à 25 000 km/h), de leur donner des trajectoires hiératiques et de saturer la défense en envoyant des ogives très nombreuses (chaque missile pouvant emporter jusqu'à douze ogives).

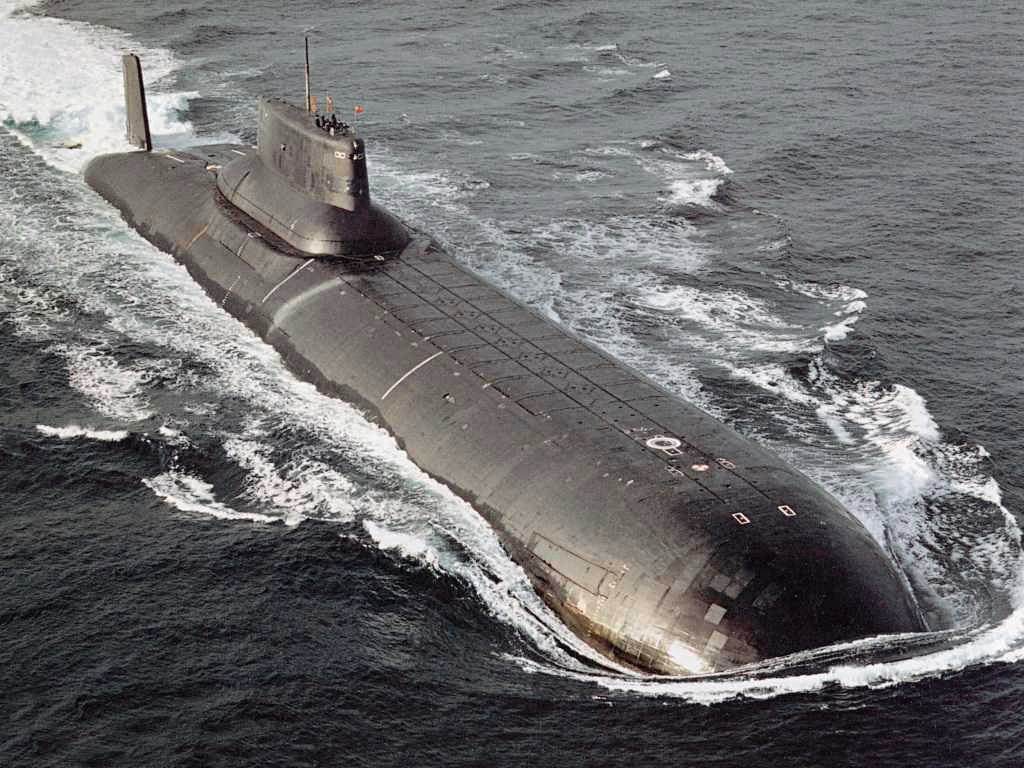
Le Dimitri Donskoï, mis en service en 1981, premier Akula (appelé par l'OTAN la classe Typhoon), le plus gros sous-marin du monde avec 173 m de long, portant vingt missiles mer-sol chacun mirvé à dix ogives. Classes antérieures : Hotel, Yankee et Delta.

La détection des tirs et trajectoires devenant cruciale, l'URSS mit en orbite des satellites militaires espions à partir de novembre 1961 (la série Zenit) et installa des radars trans-horizon (le pic-vert russe). Pour déjouer le système radar de détection américain, furent préparées les fusées du programme OGCh (« tête orbitale »), opérationnelles à partir de 1968. Pour détruire les silos adverses par des tirs au but, furent développés des systèmes de positionnement très précis (séries de satellites Tsiklon/Zaliv, Parous et Tsikada) et un missile très puissant (le R-36, alias SS-18 Satan, capable à partir de 1974 de frapper de 11 000 à 16 000 km des cibles multiples). D'autres moyens offensifs furent développés, dans l'optique d'une frappe préventive : avoir une trajectoire indétectable, comme celle d’un missile de croisière (dont la courte portée est compensée par le largage d’un bombardier supersonique comme le Tu-160), ou une trajectoire courte comme celle d’un missile tiré d'un sous-marin (les premiers tirs en plongé eurent lieu de part et d'autre en 1960).
Lors de la crise des missiles de Cuba, l'URSS est encore supplantée par son adversaire (27 297 armes américaines contre 3 332 soviétiques), mais à partir de 1975, elle est l'État possédant le plus d'armes nucléaires, approchant un total de 40 000 ogives en 1985. Cet arsenal est alors confié à 160 bombardiers stratégiques, 1 371 missiles intercontinentaux et 78 sous-marins lanceurs (ces derniers portant 980 missiles). La signature des traités sur la limitation des armements stratégiques (Salt I en 1972 et Salt II en 1979) et l'annonce américaine de l'Initiative de défense stratégique en 1983 ne changèrent pas cette situation.

### Effondrement de l'URSS
La période de perestroïka, de 1986 à 1991, est marquée par les décisions de Mikhaïl Gorbatchev de se retirer de la guerre en Afghanistan et de réduire les dépenses militaires, qui pèsent d'un poids considérable sur l'économie soviétique. Le traité de Moscou du 12 septembre 1990 prévoit le retrait progressif des troupes soviétiques de leur zone d'occupation en Allemagne de l'Est ; le pacte de Varsovie est dissous en juillet 1991. Le déménagement des troupes d'occupation soviétiques vers le territoire de l'URSS est financé par l'Allemagne. Des unités interviennent pour réprimer plusieurs manifestations indépendantistes et tensions interethniques : à Tbilissi le 9 avril 1989, à Soukhoumi le 17 juillet 1989, à Vilnius les 13-14 janvier 1991 et à Riga le 20, à Bakou les 19-20 janvier 1991, ainsi qu'à Grozny en novembre 1991.
Le 19 août 1991, une tentative de coup d'État à Moscou est menée entre autres par le ministre de la Défense Dmitri Iazov, avec déploiement en ville des chars T-80 et autres blindés des divisions Tamanskaïa et Kantemirovskaïa. Le putsch échoue finalement le 21 août 1991, face à l'opposition des parlementaires russes, aux manifestations des Moscovites et aux divisions au sein des troupes des ministères de la Défense et de la Sécurité. Le chef de l'état-major général Sergueï Akhromeïev, putschiste, se suicide.
En 1990-1991, treize des quinze RSS proclament leur indépendance, en commençant par la Lituanie dès le 11 mars 1990 (reconnue par la Russie seulement le 29 juillet 1991), puis la Géorgie le 9 avril 1991, l'Estonie le 20 août, la Lettonie le 21, l'Ukraine le 24 (confirmée par le référendum du 1er décembre), la Biélorussie le 25, la Moldavie le 27, l'Azerbaïdjan le 29, le Kirghizistan et l'Ouzbékistan le 31, l'Arménie le 21 septembre, le Tadjikistan le 9 octobre et le Turkménistan le 27 octobre 1991. La Biélorussie, la Russie et l'Ukraine signent l'accord de Minsk le 8 décembre 1991 créant la Communauté des États indépendants (CEI), rejoints par huit autres États lors des accords d'Alma-Ata le 21 décembre 1991 ; mais les trois pays baltes ainsi que la Géorgie refusent d'en faire partie. Les forces armées soviétiques sont d'abord mises sous contrôle de la CEI (les forces armées conjointes de la CEI) pendant une période de transition, avant d'être partagées à partir de 1992 entre les différents nouveaux États souverains. L'évacuation des États baltes se fait en 1993-1994, puis ces trois pays intègrent l'OTAN en 2004.
Ce partage se fait majoritairement en fonction de la garnison des troupes. Par exemple, les unités de l'ancien district militaire de Biélorussie deviennent les forces armées biélorusses, celles du district du Turkestan sont partagées entre les forces armées kazakhes, kirghizes, ouzbèkes et turkmènes, tandis que celles des districts des Carpates, de Kiev et d'Odessa forment les forces armées de l'Ukraine. Les forces armées de la fédération de Russie sont créées le 7 mai 1992 par un décret de Boris Eltsine. Elles comprennent toutes les anciennes forces armées soviétiques sur le territoire russe, les groupes de forces à l'étranger et un certain nombre d'unités et d'installations situées sur le territoire des anciennes républiques soviétiques. Les forces armées russes s'inscrivent dans la continuité directe des anciennes forces armées soviétiques. Elles ont ainsi hérité de 85 % des unités et matériels des forces terrestres, de 65 % des personnels et 40 % des aéronefs des forces aériennes ainsi que de la majorité des forces navales, aéroportées et des troupes de missiles stratégiques.
Mais deux problèmes se posent immédiatement, pour l'armement nucléaire et la marine de guerre. Si la majorité de l'arsenal nucléaire se trouvait en Russie, environ 6 000 armes nucléaires, moitié tactiques et moitié stratégiques, étaient sur les territoires biélorusse, ukrainien et kazakh. Après négociations et échanges de garanties, notamment le mémorandum de Budapest du 5 décembre 1994 dans le cas ukrainien, les armes sont déménagées en Russie ou démantelées avant le 1er juin 1996. L'autre problème concerne la flotte de la mer Noire : elle est majoritairement russophone, mais basée à Sébastopol en Crimée, soit alors sur le territoire ukrainien. Dès décembre 1991, les unités de la flotte refusent de prêter serment de fidélité à l'Ukraine. Il faut attendre le 28 mai 1997 pour une solution de partage, la marine ukrainienne récupérant 17 % des unités de l'ancienne flotte, tandis que la flotte russe développe la nouvelle base de Novorossiïsk.
Cette dislocation de l'URSS entraîne rapidement plusieurs conflits militaires :
- la guerre du Haut-Karabagh (du 20 février 1988 au 16 mai 1994) ;
- la guerre civile géorgienne, comprenant :
  - la guerre d'Ossétie du Sud (du 5 janvier 1991 au 24 juin 1992),
  - la guerre d'Abkhazie (du 14 août 1992 au 27 septembre 1993) ;
- la guerre du Dniestr (du 2 mars au 21 juillet 1992) ;
- la guerre civile du Tadjikistan (du 5 mai 1992 au 27 juin 1997) ;
- le conflit à l'est du raïon Prigorodny en Ossétie du Nord (du 30 octobre au 6 novembre 1992) ;
- la première guerre de Tchétchénie (du 11 décembre 1994 au 31 août 1996).